# Міністерство праці та соціального захисту Республіки Білорусь
Міністерство праці та соціального захисту Республіки Білорусь — республіканський орган державного управління Білорусі.

## Керівництво
- Міністр: Наталля Павлюченко[2]
- Перший заступник Міністра
- Три заступники Міністра

## Будова
- Апарат — 3 головні управління, 12 управлінь, 2 сектори, департамент і фонд;
- 7 комітетів областей і Мінська з праці, зайнятості та соціального захисту;
- Інститути — науково-дослідний і підвищення кваліфікації та перепідготовки;
- Вітебський і Гродненський обласні і республіканський центри професійної орієнтації молоді;
- Підприємство «Білоруський протезно-ортопедичну відновлювальний центр» («БПОВЦ»);
- Гуртожиток для ветеранів, реабілітаційний центр для дітей-інвалідів;
- Санаторії — «Біла Вежа», «Березина», «Ясельда»

## Повноваження
За статутом міністерство має повноваження на:
- Схвалення рішень про роботу, зайнятість, соціальний захисту і відновлення населення;
- Створення, перетворення і припинення діяльності підпорядкованих установ;
- Розрахунок для схвалення урядом прожиткового мінімуму на душу населення і по суспільно-вікових групах;
- Облік галузевих угод;
- Подача в уряд пропозицій про ліквідацією постанов інших відомств;
- Представництво уряду у відповідних міжвідомчих міжнародних організаціях і укладання відповідних міжнародних угод;
- Випуск періодичних видань;
- Проведення відомчих нарад і семінарів;
- Запит відомостей в установах[3]